# Мартін Косцельник
Мартін Косцельник (словац. Martin Koscelník, нар. 2 березня 1995, Вранов-над-Топльоу) — словацький футболіст, правий захисник чеського клубу «Слован» (Ліберець) і національної збірної Словаччини.

## Клубна кар'єра
Народився 2 березня 1995 року в місті Вранов-над-Топльоу. Вихованець юнацьких команд футбольних клубів «Гуменне» та «Земплін». У дорослому футболі дебютував 2014 року виступами за основну команду «Земплін», в якій протягом наступних чотирьох сезонів був основним гравцем, провівши понад 100 матчів першості у її складі.
Влітку 2018 року перейшов до чеського клубу «Слован» (Ліберець).

## Виступи за збірні
2016 року провів одну гру у складі молодіжної збірної Словаччини.
У вересні 2020 року дебютував в офіційних матчах у складі національної збірної Словаччини. Наступного року був включений до її заявки на фінальну частину чемпіонату Європи 2020.